# Serge Mol
Serge Mol er den første ikke-japaner, som har modtaget autorisationen menkyo kaiden i Enshin Ryū iaijutsu. Mol har trænet jūjutsu i mere end 30 år. Desuden har han studeret forskellige discipliner inden for shin-budo fx den moderne kendo, iaido og jodo. For at fordybe sig i den japanske kultur har Mol boet i Japan i adskillige år, hvor han var disciple af de japanske stormestre Tanaka Fumon og Nakashima Atsumi.
Mol er indehaver af en betydningsfuld samling af Tokugawa periodens (1603-1868) autentiske manuskripter fra diverse jūjutsu-skoler. Desuden har Mol en stor samling af japanske våben og rustninger fra denne tidsperiode.
I dag lever Mol i Belgien, hvor han er forfatter og underviser i kampkunst fra tidsperioden før Japans moderne tidsalder (1868). Mol foretager stadigvæk rejser til Japan med henblik på forskning i den gamle japanske kampkultur.

## Publikationer
- Classical Fighting Arts of Japan: A Complete Guide to Koryu Jujutsu. 2001.
- Classical Weaponry of Japan: Special Weapons and Tactics of the Martial Arts. 2003.
- Classical Swordsmanship of Japan: A Comprehensive Guide to Kenjutsu and Iaijutsu. 2010.

## Reference
1. ↑  Serge Mol (2001). Classical Fighting Arts of Japan. Tokyo. ISBN 4-7700-2619-6.

 Der er for få eller ingen kildehenvisninger i denne artikel, hvilket er et problem. Du kan hjælpe ved at angive troværdige kilder til de påstande, som fremføres i artiklen.